# 梅原村 (岐阜県山県郡)
梅原村（うめはらむら）は、かつて岐阜県山県郡にあった村である。村名の由来は「ウメ」はウメがなまったもので熟んだ湿地を指しているとも、沢から土石が流れて堆積したところなので埋まってしまった土地が「ウメハラ」とも言われている。
昭和の大合併で山県郡高富町の一部となり、現在は山県市の一部に該当する。
旧・高富町の西部に該当する。

## 歴史
- 江戸時代末期、こ地域は美濃国山県郡であり、天領、尾張藩領であった。
- 1889年（明治22年）7月1日 - 町村制により梅原村が成立。
- 1955年（昭和30年）4月1日 - 高富町、富岡村、桜尾村、大桑村と合併し、改めて高富町が発足。同日梅原村廃止。

## 教育
- 梅原村立梅原小学校 （現・山県市立梅原小学校）
- 高富町富岡村梅原村組合立高富中学校

## 神社・寺院
- 加茂神社
- 神明神社